# Laith Ashley
Laith Ashley De La Cruz (Harlem, 6 de julho de 1989) é um modelo, ator, ativista, cantor, compositor e artista norte-americano de ascendência dominicana.

## Primeiros anos
Laith cresceu em uma família de ascendência dominicana,  em Harlem, Nova Iorque. Ele praticava esportes individuais e em equipe e aos 9 anos já praticava boxe, beisebol e principalmente basquete, seu esporte preferido. Ele continuou praticando esportes no ensino secundário, inclusive competitivamente, às vezes no time masculino. Ele foi nomeado o melhor atleta entre meninos e meninas pelo diretor atlético da escola. Seu pai era católico romano e sua mãe pentecostal cristã, o que influenciou algumas das atitudes da família durante sua revelação.
Primeiro, Laith se assumiu homossexual quando tinha dezessete anos, embora nunca tenha se chamado de lésbica. Ele explicou: "Sendo designada mulher ao nascer, pensei que era lésbica, embora odiasse a palavra." Mais tarde, aos dezenove anos, ele percebeu que era transgênero após assistir a vídeos produzidos por pessoas transgênero no YouTube. Isso o levou a se assumir como um homem transgênero em 2013. Laith começou a transição médica em janeiro de 2014 com terapia hormonal masculinizante. Sua voz se aprofundou e ele rapidamente deixou crescer uma barba. Nove meses depois, ele fez uma mastectomia dupla e adotou o nome Laith (que significa "leão" em árabe) por ter admirado as obras de Laith Hakeem.
Laith frequentou a escola de negócios e estudou psicologia na Fairfield University em Connecticut. Posteriormente, trabalhou no Callen-Lorde Community Health Center, onde trabalhou com jovens LGBT sem-teto como assistente social. Ele explicou em uma entrevista: "Quando eu era criança, sempre quis ser um artista, cantor, dançarino —  mas como um cara. Mas então, eu não pensei que fosse possível. Fiz o que meus pais disseram: fui para a faculdade, consegui um emprego das 9 às 5... e as pessoas sempre me diziam: 'Você deveria ser modelo!'"

## Carreira

### Atuação como modelo
Em janeiro de 2014, Laith iniciou seu processo de transição de gênero. Logo depois, em 2015, Laith organizou uma sessão de fotos com um amigo, e postou as imagens no Instagram. As imagens causaram atenção viral, e muitas pessoas postaram comentários negativos. Ele estava prestes a excluir sua conta do Instagram devido aos comentários negativos, mas Laverne Cox então repostou suas imagens em sua conta. Isso ajudou a inspirá-lo a continuar sua presença online. Desde então, Laith modelou para uma variedade de locais e campanhas, incluindo Barneys (fotografado por Bruce Weber), na Calvin Klein e na Diesel (fotografado por David LaChapelle), tornando-se o primeiro homem transgênero a ser destaque em uma campanha da Diesel. Laith Ashley também apareceu nas capas de renomadas publicações de moda e estilo de vida, incluindo British GQ, Vogue France, Out Magazine, Elle UK, Attitude UK Gay Times, FTM Magazine e Cassius, entre outros. Em junho de 2016, Laith foi destaque na Attitude UK como especial de roupas de verão e roupas íntimas da revista. Ele apareceu em vários desfiles de moda, incluindo a passarela Gypsy Sport na New York Fashion Week e o Marco Marco Fashion Show no LA Style. Ele é representado pela agência Slay Model Management.

### Atuação na fonografia
Além disso, Laith fez trabalhos musicais e televisivos. Em 2016, Laith apareceu em Strut, um programa de televisão sobre modelos transgêneros, produzido por Whoopi Goldberg. Em junho de 2018, Ashley apresentou sua música, incluindo seu single "Can't Wait" no LA Pride. O projeto incluiu artistas como Jessica 6, Icona Pop, Keke Wyatt, Eve, Cece Peniston, Kim Petras, Jesse Saint John, Allie X, Gio Bravo, Karisma e Saturn Rising. Em setembro de 2018, Ashley lançou um videoclipe para sua música "Before You Go". Além disso, em 2018, Laith se tornou o primeiro membro transgênero do Pit Crew em RuPaul's Drag Race. Ele apareceu no mini-desafio "Pants Down Bottoms Up" na 10.ª temporada. Em 2019, ele colaborou com Kay'Vion no álbum Braille deste último, lançando em conjunto o single "Favorite". Em janeiro de 2023, ele estrelou como o interesse amoroso no videoclipe de Taylor Swift "Lavender Haze".

## Ativismo transgênero
Laith Ashley é um ativista, particularmente em questões transgênero. Ele trabalhou com a FLUX, uma divisão da AIDS Healthcare Foundation, que se dedica a conscientizar e fornecer suporte a pessoas trans e não-conformes de gênero, participa ativamente de paradas do Orgulho e falou em inúmeras ocasiões sobre os perigos da transfobia e a visibilidade das minorias étnicas. Ele também apareceu em um grande número de campanhas de conscientização pública LGBTQ, incluindo uma campanha de alto nível da T-Mobile, a campanha "We Are Bold" da AT&T e GLAAD. Ele também falou sobre os desafios da transição, sobre bullying, racismo e, principalmente, a visibilidade das pessoas transgênero na indústria da moda.
Em uma longa entrevista ao The Huffington Post intitulada "Eu sou trans, mas não é tudo o que sou", Laith Ashley disse que aspirava ser mais do que apenas um homem transgênero. "Tento ser aberta, mais aberta do que outras pessoas. Tento pensar nisso como uma pessoa cisgênero que enxerga seu gênero como algo diferente do seu, e se isso é algo sobre o qual nunca pensou ou pesquisou, é normal que tenham muitas perguntas, a questão é como você as pergunta. É preciso, pelo menos, ser sensível. Acho importante falar sobre isso, mas queremos que as pessoas saibam que somos pessoas como todas as outras. Não nos exponham e nos holofotes, tornando-os desconfortáveis. Quero mostrar a todos que sim, sou trans, mas não é tudo o que sou. O mesmo vale para todas as pessoas trans. A transição de cada um é individual; minha história, minha transição, minha identidade é individual. A identidade de cada um, trans ou não, é individual... Há pessoas que se tornaram homem/mulher ou mulher/homem e pessoas que estão no meio termo. Acho que antes de entrar na indústria e trabalhar com a indústria LGBT, eu estava muito no espectro masculino; agora me sinto mais fluida."

## Filmografia

### Televisão
| Ano  | Título             | Papel                           | Episódio                                                        |
| ---- | ------------------ | ------------------------------- | --------------------------------------------------------------- |
| 2016 | I Am Cait          | Ele mesmo                       | Convidado no reality show / Docuseries no episódio "Partner Up" |
| 2016 | Strut              |                                 | 6 episódios                                                     |
| 2018 | RuPaul's Drag Race | Modelo (integrante do Pit Crew) | "Breastworld"                                                   |
| 2018 | Pose               | Sebastian                       | "Love Is the Message"                                           |
| 2019 | LOGO               | Ele mesmo                       | "Laith Ashley - The Heartthrob"                                 |

### Videos musicais
| Ano  | Título          | Artista(s)   | Álbum      |
| ---- | --------------- | ------------ | ---------- |
| 2023 | "Lavender Haze" | Taylor Swift | Midgnights |

## Discografia

### Singles
- 2017: "Can't Wait"[17]
- 2017: "Before You Go"[19]
- 2019: "Like Me"

#### Participação especial
- 2018: "Favorite" (Laith Ashley, part. esp, Kay'Vion)[22]
- 2021: "Every Morning" (Laith Ashley, part. esp, Peppermint)

## Podcasts / Entrevistas
| Data                  | Título                       | Episódio                                                                       |
| --------------------- | ---------------------------- | ------------------------------------------------------------------------------ |
| 2017                  | Susanna Giménez              | Entrevista no talk show Susanna Giménez (episódio 16.4)                        |
| 1 de agosto de 2017   | Perguntas e respostas LGBT   | "Laith Ashley: Tudo é um espectro, nada é binário"                             |
| 2 de outubro de 2017  | LatiNation                   | Relatório "Laith Ashley - Modelo e Cantora Transgênero "Inspirando e Educando" |
| 5 de janeiro de 2019  | GQ, revista britânica online | "Laith Ashley sobre transição e vida como modelo"                              |
| 29 de janeiro de 2018 | Hollywood Unlocked           | "Laith Ashley fala sobre sua transição de mulher para homem"                   |